# 취리히 HB SZU역
취리히 HB SZU역(독일어: Bahnhof Zürich HB SZU)은 스위스 취리히주의 취리히 지자체에 있는 기차역이다. 선로를 공유하지 않지만, 취리히의 주요 기차역인 취리히 중앙역과 물리적으로 연결되어 있다. 역은 질탈 취리히 위틀리베르크 철도의 표준궤인 질탈 및 위틀리베르크선의 종점이다. 역은 1990년 5월 5일에 취리히 질나우 이전 터미널에서 질강 아래에 새로운 터널이 완공된 후 개업했다.

## 운행편
2020년 12월 시간표 변경에 따라 취리히 HB SZU에서 다음 서비스가 정차한다.
- 취리히 S-반 :
  - S4: 랑나우-가티콘까지 20분 간격으로 운행 시간당 한 대의 열차가 질발트까지 운행한다.
  - S10: 트림리까지 1시간에 4번의 기차; 30분마다 한 대의 열차가 위틀리베르크까지 계속 운행된다.